# Тета-ритм
Тета-ритм (θ-ритм) — один из ритмов головного мозга. 

## История
Первоначально некоторые авторы (И. С. Бериташвили и др.) считали, что медленные волны с частотой 4—6 Гц вызваны в электроэнцефалограмме взрослого человека слиянием двух-трёх дельта-волн (их частота 1—4 Гц). Но в 1944 году Г. Уолтером и В. Дови был описан тета-ритм, и в начале 1960-х годов частоты 4—7 Гц отнесены к самостоятельным ритмам.

## Описание

### Физические характеристики
В 1974 году Международной федерацией ЭЭГ и клинической нейрофизиологии рекомендовано относить к тета-ритму волны частотой 4-8 герц. Период их колебаний составляет 150-250 миллисекунд. В состоянии бодрствования человека частоты тета-ритма представлены, как правило, в виде отдельных колебаний или небольших групп волн с амплитудой напряжённости электрического поля 20-60 микровольт.

### Локализация
В отличие от других ритмов, более выражен не в коре головного мозга, а в гиппокампе. Спонтанный тета-ритм исчезает в классическом методе изолированного мозга (фр. cerveau isolé) Ф. Бремера, однако и в этом случае ритм можно вызвать искусственно с помощью стимуляции седалищного нерва. Полное исчезновение тета-ритма наблюдается при разрушении или отсечении заднего гипоталамуса. 
Начальным звеном путей, обеспечивающих появление тета-ритма, являются структуры мозгового ствола, участвующие в функционировании сенсорной системы. Основной восходящий путь идёт через задний гипоталамус в латеральную область.  

## Поведенческие корреляты
Общепринятой является точка зрения, что тета-ритм активируется вместе с ориентировочным рефлексом, на первых этапах выработки условного рефлекса, может сохраняться при некоторых сложных условнорефлекторных ситуациях (выбор при высоком уровне неопределённости и т. п.). По мнению О. С. Виноградовой, последнее может объясняться необходимостью постоянного поддержания напряжённого внимания в подобных ситуациях. Связь тета-ритма с состоянием внимания подтверждается и другими исследователями.
Наличие высокоамплитудного гиперсинхронизированного тета-ритма является одним из проявлений фазы быстрого сна (связана со сновидениями). В филогенезе фаза быстрого сна развивается параллельно со способностью организма запоминать новую и необычную информацию.
Предпринимались попытки связать тета-ритм с каким-то из эмоциональных состояний, однако они оказались неудачными. В то же время высказывается предположение, что сила выраженности ритма может коррелировать с уровнем эмоционального возбуждения.

### Изменённые состояния сознания
Также предпринимались попытки связать тета-ритм с изменёнными состояниями сознания (ИСС). По свидетельству Р. Уотерфилда, в настоящее время считается, что лёгкость вхождения в тета-ритм (соответствующий состоянию дремоты) характерна для гипнабельных субъектов и, может быть, для гипноза вообще. Разбор свидетельств о связи тета-ритма с ИСС представлен в статье гарвардского профессора Д. Шактера (1977). Автор сделал вывод, что пока недостаточно данных, которые позволили бы утверждать идентичность состояния сосредоточения при решении арифметической задачи и выполнении практики дзадзэн.
Предпринимались попытки использовать предположение Уотерфилда для подведения научного обоснования под такой метод нетрадиционной медицины, как тета-хилинг.